# 左敬祖墓
左敬祖墓，位于中国河北省沧州市大渔庄，为沧州市河间市的一个省级文物保护单位，类型为古墓葬，公布时间为1993年7月15日。
左敬祖墓的历史年代为清代。墓主人左敬祖生前是順治年間的都察院左副都御史。左敬祖墓位於左氏家族墓地，上百座墳頭幾乎連成一片。